# Championnat d'Argentine de football 1966
Navigation
Saison précédente Saison suivante
La saison 1966 du Championnat d'Argentine de football est la 36e édition professionnelle de la première division argentine. Le championnat rassemble les 20 meilleures équipes du pays au sein d'une poule unique, où chaque club rencontre tous ses adversaires 2 fois. 
C'est le club du Racing Club qui termine en tête du championnat et remporte le 15e titre de champion d'Argentine de son histoire. Le club se qualifie pour la Copa Libertadores, de même que le River Plate qui termine à la deuxième place.

## Les 20 clubs participants
| \| Buenos Aires La Plata Santa Fe Rosario \| Villes représentées lors de la saison 1966 |
| Buenos Aires La Plata Santa Fe Rosario                                                  |

- Boca Juniors
- San Lorenzo de Almagro
- Ferro Carril Oeste
- River Plate
- Racing Club
- Independiente
- Rosario Central
- Gimnasia y Esgrima (La Plata)
- Huracán
- Chacarita Juniors
- Vélez Sársfield
- Argentinos Juniors
- Estudiantes (La Plata)
- Atlanta
- Newell's Old Boys (Rosario)
- Banfield
- Lanús
- Platense
- Colón (Santa Fe) - Promu de Segunda Division
- Quilmes - Promu de Segunda Division

## Compétition

### Classement
Le classement est établi en utilisant le barème suivant :
- Victoire : 2 points
- Match nul : 1 point
- Défaite, forfait ou abandon : 0 point

| Rang | Équipe                        | Pts | J  | G  | N  | P  | Bp | Bc | Diff |
| ---- | ----------------------------- | --- | -- | -- | -- | -- | -- | -- | ---- |
| 1    | Racing Club                   | 61  | 38 | 24 | 13 | 1  | 70 | 24 | +46  |
| 2    | River Plate                   | 56  | 38 | 22 | 12 | 4  | 66 | 26 | +40  |
| 3    | Boca Juniors T                | 48  | 38 | 17 | 14 | 7  | 51 | 32 | +19  |
| 4    | San Lorenzo de Almagro        | 46  | 38 | 17 | 12 | 9  | 48 | 34 | +14  |
| 5    | Vélez Sarsfield               | 46  | 38 | 15 | 16 | 7  | 49 | 38 | +11  |
| 6    | Independiente                 | 44  | 38 | 14 | 16 | 8  | 54 | 34 | +20  |
| 7    | Estudiantes (La Plata)        | 41  | 38 | 12 | 17 | 9  | 44 | 37 | +7   |
| 8    | Gimnasia y Esgrima (La Plata) | 39  | 38 | 13 | 13 | 12 | 49 | 41 | +8   |
| 9    | Argentinos Juniors            | 39  | 38 | 14 | 11 | 13 | 40 | 44 | -4   |
| 10   | Atlanta                       | 38  | 38 | 10 | 18 | 10 | 39 | 38 | +1   |
| 11   | Newell's Old Boys (Rosario)   | 38  | 38 | 14 | 10 | 14 | 45 | 51 | -6   |
| 12   | Rosario Central               | 37  | 38 | 10 | 17 | 11 | 31 | 30 | +1   |
| 13   | Banfield                      | 37  | 38 | 13 | 11 | 14 | 45 | 48 | -3   |
| 14   | Lanús                         | 31  | 38 | 9  | 13 | 16 | 43 | 55 | -12  |
| 15   | Huracán                       | 29  | 38 | 10 | 9  | 19 | 41 | 62 | -21  |
| 16   | Colón (Santa Fe) P            | 27  | 38 | 8  | 11 | 19 | 30 | 53 | -23  |
| 17   | Platense                      | 27  | 38 | 6  | 15 | 17 | 25 | 51 | -26  |
| 18   | Ferro Carril Oeste            | 27  | 38 | 9  | 9  | 20 | 37 | 64 | -27  |
| 19   | Quilmes P                     | 26  | 38 | 8  | 10 | 20 | 59 | 26 | +33  |
| 20   | Chacarita Juniors             | 23  | 38 | 5  | 13 | 20 | 36 | 66 | -30  |

|  | Qualification pour la Copa Libertadores 1967      |
|  | T : Tenant du titre P : Promu de Segunda División |

- Il n'y a pas de relégation en raison d'un changement de format pour la saison suivante.

## Bilan de la saison
| Tableau d'Honneur                   |             |
| Compétition                         | Vainqueur   |
| Championnat d'Argentine de football | Racing Club |

| Qualifications continentales |                         |
| Copa Libertadores 1967       | Racing Club River Plate |

| Promotions et relégations    |                                    |
| Promu en Primera Division    | Unión (Santa Fe) Deportivo Español |
| Relégués en Segunda Division | Aucun                              |